# Selección de fútbol de Manchukuo
La Selección de fútbol del Manchukuo (en chino tradicional, 滿洲國國家足球隊; pinyin, Mǎnzhōuguó Guójiā Zúqiú Duì) fue el equipo nacional de fútbol del estado títere de Manchukuo. Fue creado en 1932 por el gobierno de Manchukuo con la colaboración de oficiales japoneses. Debido a la política internacional de no reconocimiento diplomático impulsada por Estados Unidos y otros países, Manchukuo no fue miembro ni de la FIFA ni de la Confederación Asiática de Fútbol (AFC), así que sus partidos no fueron reconocidos por esas entidades.

## Historia
En 1934 Japón ya había intentado —sin mucho éxito— que Manchukuo pudiese participar en los Juegos del Lejano Oriente, que se iban a celebrar en Manila.
Los primeros partidos que jugó la selección de fútbol se jugaron en septiembre de 1939 como parte del «Campeonato de Juegos amistosos con Japón, Manchukuo, y China» —más conocido como Campeonato de las tres naciones—, una competición organizada por los japoneses que buscaba suceder a los Juegos del Lejano Oriente que habían dejado de organizarse tras el comienzo de la segunda guerra sino-japonesa. Los siguientes encuentros tuvieron lugar durante los Juegos de Asia Oriental de 1940, que se organizaron para celebrar tanto el 2600.º aniversario del establecimiento del Imperio de Japón como también el comienzo de la llamada Esfera de Coprosperidad de la Gran Asia Oriental. Al final de esta competición la selección de Manchukuo quedó por detrás de Japón —junto a la selección del gobierno de Nankín— y por delante de la selección de Filipinas. La selección volvería a disputar varios partidos con otras selecciones nacionales en agosto de 1942, durante el torneo que se celebró con ocasión del décimo aniversario de la fundación de Manchukuo. La Selección Nacional desapareció tras la disolución de Manchukuo en 1945, al final de la Segunda Guerra Mundial.

## Lista de partidos jugados por Manchukuo[7][8]
Los resultados indican los goles de Manchukuo en segundo lugar
| Oponente           | Resultado | Lugar de encuentro                | Fecha                   | Competición                              |
| ------------------ | --------- | --------------------------------- | ----------------------- | ---------------------------------------- |
| Imperio de Japón   | 6 - 0     | Hsinking, Manchukuo               | 3 de septiembre de 1939 | Campeonato de las tres naciones          |
| República de China | 1-0       | Hsinking, Manchukuo               | Septiembre de 1939      | Campeonato de las tres naciones          |
| Imperio de Japón   | 7 - 0     | Meiji Jingu Stadium, Tokio, Japón | 7 de junio de 1940      | Torneo del 2600.º aniversario            |
| Filipinas          | 1 - 1     | Nishinomiya, Japón                | 16 de junio de 1940     | Torneo del 2600.º aniversario            |
| República de China | 0 - 1     | Osaka, Japón                      | 19 de junio de 1940     | Torneo del 2600.º aniversario            |
| Mengjiang          | 1 - 10    | Hsinking, Manchukuo               | 8 de agosto de 1942     | Torneo del 10.º aniversario de Manchukuo |
| Imperio de Japón   | 3 - 1     | Hsinking, Manchukuo               | 9 de agosto de 1942     | Torneo del 10.º aniversario de Manchukuo |
| República de China | 1-0       | Hsinking, Manchukuo               | 10 de agosto de 1942    | Torneo del 10.º aniversario de Manchukuo |